# 八町通 (豊橋市)
八町通（はっちょうどおり）は、愛知県豊橋市にある地名。現行行政地名は八町通一丁目から八町通五丁目。

## 地理
豊橋市の中央部に位置し、東は旭本町、西は関屋町、南は札木町・呉服町・曲尺手町・鍛冶町、北は今橋町に接している。

## 歴史

### 沿革
- 1958年（昭和33年）9月12日 - 西八町の全域および中八町・関屋町・札木町・曲尺手町・東八町・呉服町・下町・西新町・旭町の各一部より、八町通一丁目～五丁目が成立[1][2]。
- 1963年（昭和38年）1月1日 - 中八町の全域を編入[1][3]。

## 世帯数と人口
2019年（平成31年）4月1日現在の世帯数と人口は以下の通りである。
| 丁目         | 世帯数  | 人口    |
| ------------ | ------- | ------- |
| 八町通一丁目 | 75世帯  | 138人   |
| 八町通二丁目 | 29世帯  | 67人    |
| 八町通三丁目 | 146世帯 | 298人   |
| 八町通四丁目 | 139世帯 | 327人   |
| 八町通五丁目 | 185世帯 | 433人   |
| 計           | 574世帯 | 1,263人 |

### 人口の変遷
国勢調査による人口の推移
| 1995年（平成7年）  | 1,399人 | [ WEB 5 ] |  |
| 2000年（平成12年） | 1,332人 | [ WEB 6 ] |  |
| 2005年（平成17年） | 1,278人 | [ WEB 7 ] |  |
| 2010年（平成22年） | 1,282人 | [ WEB 8 ] |  |
| 2015年（平成27年） | 1,256人 | [ WEB 9 ] |  |

## 学区
市立小・中学校に通う場合、学区は以下の通りとなる。また、愛知県立高等学校全日制普通科に通う場合の学区は以下の通りとなる。
| 丁目         | 番・番地等 | 小学校             | 中学校             | 高等学校 |
| ------------ | ---------- | ------------------ | ------------------ | -------- |
| 八町通一丁目 | 全域       | 豊橋市立八町小学校 | 豊橋市立豊城中学校 | 三河学区 |
| 八町通二丁目 | 全域       | 豊橋市立八町小学校 | 豊橋市立豊城中学校 | 三河学区 |
| 八町通三丁目 | 全域       | 豊橋市立八町小学校 | 豊橋市立豊城中学校 | 三河学区 |
| 八町通四丁目 | 全域       | 豊橋市立八町小学校 | 豊橋市立豊城中学校 | 三河学区 |
| 八町通五丁目 | 全域       | 豊橋市立八町小学校 | 豊橋市立豊城中学校 | 三河学区 |

## 交通

### 鉄道
- 豊橋鉄道東田本線
市役所前停留場 - 豊橋公園前停留場

### 道路
- 国道1号
- 国道23号（蒲郡街道）

## 施設
- 豊橋市公会堂
- 豊橋警察署
- 豊橋市立八町小学校
- 豊橋調理製菓専門学校
- 豊橋ファッション・ビジネス専門学校
- 豊橋信用金庫東支店
- 中日新聞社豊橋総局
- 安久美神戸神明社

## 出身人物
- 深井清華（当時は吉田八町）[4]
- 富田良穂（当時は吉田八町）[5]

## その他

### 日本郵便
- 郵便番号 : 440-0806[WEB 3]（集配局：豊橋郵便局[WEB 12]）。